# Джунд Ансар Аллах
Джунд Ансар Аллах (араб. جند أنصار الله, дословно — «Армия помощников Аллаха») — палестинская исламистская джихадистская военизированная группировка, действовавшая в секторе Газа. Была основана в ноябре 2008 шейхом Абдель Латифом Муссой. По мнению некоторых исследователей, группировка поддерживала связи с Аль-Каидой. У группировки были напряжённые отношения с правящей в секторе организацией ХАМАС, которую те винили в секуляризме и чрезвычайной умеренности. 14 августа 2009 года, Мусса провозгласил создание Исламского Эмирата Рафах, после чего в городе начались бои между боевиками ХАМАС и Джунд Ансар Аллах. По итогам сражения, со стороны Джунд Ансар Аллах было зафиксировано 24 погибших и ещё 150 раненных. После этой битвы, Джунд Ансар Аллах де-факто прекратил своё существование.

## Предпосылки к созданию
Основателями группировки являются шейх Абдель Латиф Мусса, возглавлявший одну из салафитских организаций в Газе с 1980-х годов, а также Халид Банат (более известный под псевдонимом Абу Абдулла аль-Сури), который, по своим же утверждениям, имел знакомства с верхушкой Аль-Каиды, включая Усаму бен Ладена и Абу Мусаба аз-Заркави.
По оценкам исследователей, организация Джунд Ансар Аллах была вдохновлена Аль-Каидой и идеологически связана с движением за глобальный джихад. Мусса, врач, получивший египетское образование и ставший священнослужителем, являлся духовным лидером группировки. Он оставил свою медицинскую практику в Рафахе, желая стать одним из самых влиятельных проповедников на юге сектора Газа. В своих регулярных пятничных молитвах, которые привлекали тысячи молодых людей, Мусса заявлял, что ХАМАС не смог должным образом установить законы шариата и является слишком умеренной организацией. В ответ на это, ХАМАС неоднократно пытался заставить Муссу и его последователей покинуть его мечеть в Рафахе.

## История

### Атаки на Израиль
8 июня 2009 года боевики группировки попытались совершить нападение на пограничный переход Карни между сектором Газа и Израилем. Десять боевиков, имевших при себе большое количество взрывчатки, попытались атаковать КПП при помощи лошадей, причем по меньшей мере трое из них были убиты ответным огнём солдат АОИ. Израиль задействовал танки и боевой вертолёт, а боевики, в свою очередь, обстреливали территорию КПП при помощи миномётов. Всего в ходе нападения погибло пять боевиков Джунд Ансар Аллах. Израильские официальные лица позже заявили, что на некоторых нападавших были надеты пояса смертника, а целью атаки было похищение солдата.

### Стычки с ХАМАС
22 июля 2009 года, трое боевиков Джунд Ансар Аллах, укрывавшихся в одном из зданий в Хан-Юнисе, сдались в ходе перестрелки с представителями МВД сектора Газа, подчинённого ХАМАС. Представители ХАМАС также обвиняли группировку во взрывах в нескольких интернет-кафе.
Также ХАМАС обвиняет Джунд Ансар Аллах во взрыве на свадьбе, где присутствовали родственники высокопоставленного члена ФАТХ Мохаммеда Дахлана, в результате которого были ранены пятьдесят человек. Сама группировка, при этом, отрицает свою причастность к этому теракту, а лидеры ФАТХ возлагают вину на ХАМАС. В августе 2009 года высокопоставленный представитель ХАМАС сообщил газете The Jerusalem Post, что боевики Джунд Ансар Аллах получили оружие от бывших полицейских ФАТХ и сотрудников Службы превентивной безопасности в секторе Газа, а целью нападений было «опозорить» ХАМАС.

### Исламский Эмират Рафах
14 августа 2009 года, во время своей очередной пятничной проповеди, лидер Джунд Ансар Аллах, Абдель Латиф Мусса, провозгласил создание Исламского Эмирата Рафах перед 100 своими вооружёнными последователями в мечети Ибн Таймия в Рафахе. Во время своей проповеди, Мусса осудил ХАМАС за неспособность реализовать надлежащие законы шариата, а также заявил, что организация «ничем не отличается от светского правительства». После этого, бригады Изз ад-Дина аль-Кассама (военное крыло ХАМАС) атаковали базы Джунд Ансар Аллах в городе. Битва за Рафах длилась около 7 часов. Когда боевики ХАМАС настигли лидеров Джунд Ансар Аллах Муссы и Абу Абдуллы аль-Сури, оба привели в действие пояса смертника. В ходе боёв, около 13 боевиков Джунд Ансар Аллах были убиты, 40 взяты в плен, 5 мирных жителей убиты, со стороны ХАМАС погибло 6 боевиков. Полевой командир ХАМАС Абу Джибриль Шимали также был убит во время боя. Группировка де-факто была уничтожена после боевых действий: оба её лидера были убиты, а все базы разгромлены. Сообщалось, что позже ХАМАС освободил некоторых из пленных, некоторые из них вступили в группировку Джейш аль-Умма.
Один из высокопоставленных членов Джунд Ансар Аллах, Адель Муса Абдулджазар, который во время боёв был ранен и позже пленён, после освобождения из тюрьмы вступил в ряды ИГ. Участвовал в боях в Сирии и Ливии, получил титул эмира. Позднее покинул организацию и заявил, что «испытывает чувство сожаления, что потратил все эти годы, будучи пешкой в чужой игре».

## Идеология
На своем (ныне неактивном) сайте, группировка заявляет, что поклялась Аллаху «вести джихад ради него», пока «не будет поднято знамя единства» и Мухаммед «не станет победителем».

После начала битвы за Рафах, группировка объявила на своём сайте и джихадистских форумах о своей преданности «Исламскому эмирату в самом сердце Бейт-аль-Макдиса». На сайте также появилось следующее сообщение:
Солдаты Таухида [единения] не успокоятся… до тех пор, пока все мусульманские земли не будут освобождены и пока наша оккупированная Аль-Акса [мечеть в Иерусалиме] не будет очищена от осквернения проклятых иудеев.
Джунд Ансар Аллах также потребовал от ХАМАС «прекратить агрессию против салафитов».